# きつねのよめいり
『きつねのよめいり』は、高木聡による日本の漫画作品。2008年5月号（創刊号）から2011年8月号まで『月刊少年ライバル』（講談社）にて連載されていた。単行本は全7巻。
どこまでも不幸な少年・葉山桜介と、おしかけ女房の白狐・京香が織り成すラブコメディー。

## あらすじ
不幸続きでネガティブ思考になってしまった高校生・葉山桜介が、ある日通りかかったお稲荷さんが荒れているのを見かねて狛狐を戻してやる。そして普通に暮らせますようにとお願いをする。すると、雨が降って不思議な光景を目撃する。そして桜介が帰宅すると、白装束をまとった白狐の京香と名乗る可愛くて従順そうな少女が待っていた。この少女はお稲荷さんが遣わせたお嫁さんであった。
桜介は京香と暮らすことになるが、いたずら好きで少々ずれているために、何かと大騒ぎを起こすような少女だった。そして次々に起こる騒動が桜介を不幸に巻き込んでゆくことになる。白狐・京香との衝突を繰り返しながら、少年が確実に何かを学んでいくストーリー。

## 登場人物
葉山 桜介（はやま おうすけ）
ツキなし人生まっしぐら、ネガティブ度満点の本編主人公。その不幸っぷりは取りついた疫病神が逆にダメージを受けるほど。高校生。普通で平和な暮らしに憧れているが、京香の嫁入りで、トラブル続きの日々を送る。
京香（きょうか）
桜介のもとへ嫁入りしてきた白狐のお姫様。変身能力や狐火などの力を持つ。純真だけどイタズラ好き。油揚げが大好物。
花音（かのん）
たぬき族の娘。京香を嫌悪している。たぬ蔵とMというたぬき2匹をお供に連れている。
京子（きょうこ）
京香の母親。狐族が住む異界で暮らしている。お金集めが趣味で、様々な新規事業を手がけている。
大和 太郎（やまと たろう）
桜介の学校の先輩。剣道部主将でお金持ち。京香に惚れて桜介をライバル視する。
秋野 紅実（あきの くみ）
桜介の同級生。不幸体質で毒舌。その毒舌が元で不幸を呼ぶことも。疫病神が憑いている。
大和 愛羅（やまと あいら）
大和太郎の妹で中学2年生。ブラコン。

## 書誌情報
- 高木聡『きつねのよめいり』講談社〈ライバルKC〉、全7巻
  1. 2008年11月4日発売[1]、ISBN 978-4-06-380014-2
  2. 2009年5月1日発売[2]、ISBN 978-4-06-380046-3
  3. 2009年11月4日発売[3]、ISBN 978-4-06-380077-7
  4. 2010年4月30日発売[4]、ISBN 978-4-06-380110-1
  5. 2010年11月4日発売[5]、ISBN 978-4-06-380137-8
  6. 2011年5月2日発売[6]、ISBN 978-4-06-380164-4
  7. 2011年9月2日発売[7]、ISBN 978-4-06-380183-5